# Кустинська Наталя Миколаївна
Кустинська Наталя Миколаївна (рос. Кустинская Наталья Николаевна; нар. 5 квітня 1938, Москва — пом. 13 грудня 2012) — радянська акторка театру та кіно. Заслужена артистка Російської Федерації (1999).

## Біографічні відомості
Народилася в сім'ї куплетиста-чечіточника та естрадної співачки. Закінчила музичну школу при училищі імені Гнесіних по класу фортепіано, Всесоюзний державний інститут кінематографії (1961, курс Ольги Пижової і Бориса Бібікова). Працювала в Театрі-студії кіноактора. Дебютувала у кіно в 1959 році, виконавши ролі Марусі у фільмі Григорія Рошаля «Ходіння по муках» (фільм 3 «Похмурий ранок»). Знялася в понад 20 кіно- і телевізійних фільмах, зокрема в популярних комедіях «Три плюс два» (1963) та «Іван Васильович змінює професію» (1973), телесеріалі «Вічний поклик» (1973—1983) за однойменним романом Анатолія Іванова. Працювала акторкою дубляжу.
У 1960-і роки французький журнал Candide включив Кустинську в першу десятку найкрасивіших акторок світу.

### Особисте життя
Одружувалась шість разів
- (1957—1966) — кінорежисер Юрій Чулюкін (1929—1987).
- (1968—1970) — співробітник Міністерства зовнішньої торгівлі СРСР Олег Миколайович Волков (народився. 1940).
- (1970—1989) — космонавт, Герой Радянського Союзу, Борис Єгоров (1937—1994).
- (1990—2002) — працівник Академії суспільних наук (АСН) при ЦК КПРС, пізніше — доктор економічних наук, професор МДІМВ, Геннадій Борисович Хромушин (1930—2002).
- (2004—2009) — Володимир Масленников (помер 2009)
- (2010—2012) — Стас Ванін (Кустинський). Розлучення оформлено в суді незадовго до смерті акторки.

У 1970 році, у шлюбі з Олегом Волковим, народила єдиного сина — Дмитра Єгорова (Борис Єгоров — прийомний батько Дмитра; через роки Дмитро змінив вказівку на батьківство). У 2002 році Дмитро помер за нез'ясованих обставин. Ще раніше помер від раку його шестимісячний син, єдиний внук акторки.
З 1989 року Наталя Кустинська жила в малогабаритній двокімнатній квартирі в Москві, у Вспольнім провулку, 16. Судячи з вражень журналістів, що відвідували її, акторка, попри вік та негаразди, відрізнялася життєрадісним характером, очікувала запрошення на кінозйомки. Останнім близьким другом Кустинської був ярославський поет Олексій Філіппов. Разом вони працювали над книгою її спогадів. 24 грудня 2012 у випуску телевізійного ток-шоу «Нехай говорять», присвяченому Наталії Миколаївні, ведучий Андрій Малахов назвав Філіппова останньою любов'ю Кустинської.

### Хвороба і смерть
Після смерті сина Наталя Кустинська впала в тривалу депресію. Кілька років вона страждала на остеоартроз. У 2010 році після нападу радикуліту впала у ванній і отримала травму хребта. У грудні 2012 року з діагнозом «пневмонія» потрапила в реанімацію Боткінської лікарні в стані діабетичної коми. 10 грудня перенесла інсульт. Померла три дні потому у віці 74 років, не приходячи до тями.
Громадянська панахида, згідно з бажанням акторки, не проводилася — відбулося лише відспівування в храмі Спаса Нерукотворного Образу на Сетуни. 17 грудня 2012 була похована поряд із сином на Кунцевському кладовищі Москви.

## Фільмографія
- 1959 — Ходіння по муках Фільм 3 «Похмурий ранок» — Маруся.
- 1960 — Сильніший за ураган — Катя Бєляєва.
- 1960—1961 — Перші випробування — Ядвіся.
- 1961 — Роки дівочі — Настя.
- 1962 — Після весілля — Тоня Малютіна.
- 1962 — Звільнення на берег — Катя Федорова.
- 1963 — Три плюс два — Наталія, кіноакторка.
- 1965 — Сплячий лев — Наталя Цвєткова, кіномеханік кінопересувки.
- 1966 — Королівська регата — Альона, стюардеса.
- 1969 — Десять зим за одне літо — Валентина.
- 1971 — Весняна казка — Олена Прекрасна.
- 1971 — Мандрівний фронт — Віра Турчанінова.
- 1973—1983 — Вічний поклик (серіал) — Поліна Поліпова, дочка Лахновского.
- 1973 — Іван Васильович змінює професію — кіноакторка, партнерка режисера Якіна.
- 1974 — Аварія (ТБ) — дивна дама в автомобілі (немає в титрах).
- 1976 — Стажер — Світлана, гід.
- 1978 — Пробивна людина — Ірина.
- 1980 — Мій тато — ідеаліст — Сільва, акторка.
- 1980 — Громадянин Льошка — Наталія Миколаївна, гід групи канадських лісорубів.
- 1981 — Шофер на один рейс (ТБ) — Маша.
- 1982 — Просто жах! — Господиня кота.
- 1989 — Свєтік — мати Віри.

Озвучувала фільми:
- 1955 — Великі маневри — Люсі (роль Бріжіт Бардо).
- 1958 — Дівиця Розмарі — Розмарі (роль Наді Тіллер).
- 1967 — Дівчата з Рошфора — Дельфін Гарньє (роль Катрін Денев).
- 1967 — Сіртакі — Марина (роль Аліки Вуюклакі).
- 1967 — Земля. Море. Вогонь. Небо — Севда (роль Фідан Касимової).
- 1971 — Жив-був поліцейський — Христина (роль Мірей Дарк).
- 1971 — Знімай капелюх, коли цілуєш! — Петра (роль Анґеліки Валлер).
- 1974 — Торговці смертю — Сільвія (роль Сільвії Монті).
- 1977 — Каскадери — Джуді Блейк (роль Кендіс Раялсон) 1977 — Синема.
- 1979 — Викрадення по-американськи (ТБ) 1979 — Хто вкрав Мартинка?